# 花荄镇
花荄镇是中国四川省绵阳市安县的县城。安县古称安州，位于四川盆地西北部，距成都110公里、距绵阳10公里，辖20个乡镇。
由于该镇距离绵阳市区只有十公里，自国务院2000年5月正式批准，到2002年4月安县政府驻地迁址至花荄镇。

## 历史沿革与行政区划
由于中國四川綿陽市北川羌族自治县在2008年汶川大地震後县城被毁，2009年2月6日，中国民政部同意将安县的安昌镇、永安镇、黄土镇的常乐、红岩、顺义、红旗、温泉、东鱼6个村划归北川羌族自治县管辖，北川羌族自治县人民政府驻地由曲山镇迁至安昌镇与永安镇之间的永昌鎮，名称来源于永安镇和安昌镇之间的特殊地理位置，同时也是祝福这座县城的人民永远繁荣昌盛。由中共中央总书记、国家主席胡锦涛亲自定名为永昌镇。此镇距北川旧县城20公里左右。
城内主干道拟命名为「齐鲁大道」。
此次调整后，安县面积减少215平方千米、人口减少7.8万余人。
2019年12月，撤销兴仁乡，将其所属行政区域划归花荄镇管辖，花荄镇人民政府驻解放街71号。

## 行政区划
花荄镇下辖以下地区：
益昌社区、胜果社区、文星社区、文星村、胜果村、罗林村、龙兴村、雍峙村、前进村、西岩村、西桥村、马安村、红花村、斩龙村、狮子村、回龙村、先林村、红武村、柏杨村、联丰村、六合村、兴隆村、太平村、竹园村和白鹤林村。